# 原田義人
原田 義人（はらだ よしと、1918年〈大正7年〉8月5日 - 1960年〈昭和35年〉8月1日）は、日本のドイツ文学者、翻訳家。元東京大学教養学部教授。

## 略歴
東京生れ。1942年、東京帝国大学独文科卒業。在学中から新演劇研究会に参加、『亭主学校』では自らも舞台に立った。卒業後、応召。
戦後、俳優としてNHKに出演したこともある。復員して東大独文科助手ののち、1950年、東大教養学部助教授。1954年、ハンブルク大学日本語講師として渡独、ヨーロッパ各地を回り1956年帰国。同人雑誌「方舟」の編集長を務め、評論家・ドイツ文学者として翻訳にも健筆を振るい、将来を嘱望されたが1960年7月、教授昇任の後の8月、42歳の誕生日直前に死去。その最期の様子は友人であった加藤周一の回想『続羊の歌』に詳しい。今も「原田ギジン」として話題に上ることがある。墓所は多磨霊園。

## 著書
- 『現代ドイツ文学論』（福村書店） 1949
- 『ドイツ文学入門』（河出書房） 1952
- 『ドイツの戦後文学 1951-3年の報告』（早川書房、現代芸術選書） 1954
- 『文学に親しむために』（筑摩書房） 1960
- 『反神話の季節』（カフカ, ブロッホその他、白水社） 1961

## 翻訳
- 『ゲーテの言葉』（創元社） 1949
- 『若き人々への言葉』（ニイチェ、月曜書房） 1950、のち創元文庫、角川文庫、度々改版
- 『ドイツ文学史』（J.F.アンジェロス、白水社・ 文庫クセジュ） 1951 改版1982
- 『昨日の世界 一ヨーロッパ人の回想』Ⅰ・Ⅱ（ツヴァイク、慶友社） 1952 - 下記は弟子等による改訳
  - 『昨日の世界』Ⅰ・Ⅱ（みすず書房、ツヴァイク全集） 1961、度々新装再版。グーテンベルク21（電子書籍） 2022
- 『さかさまの世界 もしドイツが勝つていたら』（ランドルフ・ロバン、筑摩書房） 1952
- 『ニイチエ』（ハインリヒ・マン編、創元社、永遠の言葉叢書） 1953／改訂新版「ニーチェ入門　永遠の言葉」河出文庫 2025
- 『リルケの最後の友情』（ジャルウ、渡辺一夫共訳、人文書院） 1953
- 『ベートーヴェンの言葉』（創元社） 1953
- 『孤独と友情の書 往復書簡』（ライナー・マリア・リルケ / アンドレ・ジッド、富士川英郎共訳、みすず書房） 1953
- 『審判』（新潮社、カフカ全集2） 1953、のち新潮文庫・旧版、河出書房新社「文学全集」ほか、電子書籍も刊
- 『流れの背後の市』（ヘルマン・カザック、新潮社） 1954
- 『幼年時代』（創元社、カロッサ作品集2） 1954
- 『小説の理論』（ルカーチ、佐々木基一共訳、未來社） 1954 / ちくま学芸文庫 1994
- 『シュヴァイツァー伝』（ハーマン・ハーゲドーン、白水社） 1957
- 『アンネのおもかげ』（E・シュナーベル、みすず書房） 1958
- 『二重生活』（ゴットフリート・ベン、紀伊国屋書店） 1958
- 『文学的回想』（ウィリー・ハース、紀伊国屋書店） 1959
- 『西洋音楽史』全2巻（ハンス・メルスマン、野村良雄共訳、みすず書房） 1959 - 1960
- 『城 / 変身 ほか全8編』（カフカ、筑摩書房、世界文学大系58） 1960
  - 他に河出書房新社、集英社の世界文学全集。『城』（角川文庫）新版1992、電子書籍も刊
- 『灰墟の光 甦えるヒロシマ』（ロベルト・ユンク、文藝春秋新社） 1961